# Nychthemeron
Een nychthemeron, nycthemeron of nuchthemeron (van het Griekse νυχθήμερον, een samenstelling van νυξ "nacht" en ᾐμερα "dag") is een periode van 24 uur ofwel een etmaal. De term wordt vooral gebruikt in de fysiologie, de geneeskunde en de ecologie als synoniem voor biologische klok, om verwarring met alledaagse begrippen als etmaal en dag te voorkomen.